# マーキス・ダニエルズ
マーキス・ダニエルズ（Marquis Antwane Daniels, 1981年1月7日 - ）はアメリカ合衆国の元バスケットボール選手。フロリダ州オーランド出身。ポジションはシューティングガード、スモールフォワード。198cm、91kg。

## 経歴
大学はオーバーン大学でプレイし、18.4得点6.2リバウンドの成績でサウスイースタン・カンファレンスのオールセカンドチームに選ばれた。
2003年のNBAドラフトにエントリーするが、ダニエルズを2巡目指名する予定だったダラス・マーベリックスはデンバー・ナゲッツとのトレードのために中国人センターの薛玉洋を指名したため、ドラフトでのNBA入りは叶わなかった。しかし8月のサマーリーグからマーベリックスにドラフト外で入団を果たした。ルーキーイヤーとなった2003-04シーズンは3番手シューティングガードだったため出場機会には恵まれなかったが、シーズン終盤になり突如先発に起用されると、全試合先発起用された最後の11試合では1試合平均40分の出場時間を与えられ、うち3試合で30得点以上を稼ぎ出し、オールルーキーセカンドチームに選ばれた。最低サラリー額の1年契約プレイヤーだったルーキーはプレーオフでも全試合先発出場する大出世を遂げ、オフには6年3800万ドルの長期契約を獲得した。翌シーズン以降はベテランのマイケル・フィンリーやジェリー・スタックハウス、同期のジョシュ・ハワードらと出場機会を争いながら、3年目の05-06シーズンにはシックスマンとしてマーベリックスの初のNBAファイナル進出に貢献した。
2006年のオフにオースティン・クロージェアとの交換でインディアナ・ペイサーズに移籍。新天地での1年目は開幕前にチームメイトのスティーブン・ジャクソン、ジャマール・ティンズリーらと発砲事件に巻き込まれ、シーズン中は怪我によりシーズンの半分近くを欠場し、チームはプレーオフ出場を逃すなど、公私ともに散々な結果で終わった。2008-09シーズンはマイク・ダンリービー・ジュニアがシーズンの大半を欠場したため、ダニエルズは先発に抜擢され、平均13.6得点まで成績を伸ばすが、自身も28試合を欠場している。
2009-10シーズン前にボストン・セルティックスに移籍。ポール・ピアースのバックアップとしてのプレイが期待されたが、腰痛に苦しみ2011年2月にはサクラメント・キングスに放出されて解雇。2011-12シーズン開幕前にセルティックスに復帰。
2012年9月25日、ミルウォーキー・バックスに移籍。シーズン終了後は契約に現れるチームはなく、引退状態にある。

## 個人成績

### NBAレギュラーシーズン
| シーズン | チーム | GP  | GS | MPG  | FG%  | 3P%  | FT%  | RPG | APG | SPG | BPG | TO   | PPG  |
| -------- | ------ | --- | -- | ---- | ---- | ---- | ---- | --- | --- | --- | --- | ---- | ---- |
| 2003–04  | DAL    | 56  | 15 | 18.6 | .494 | .306 | .769 | 2.6 | 2.1 | .9  | .2  | 0.79 | 8.5  |
| 2004–05  | DAL    | 60  | 17 | 23.5 | .437 | .200 | .737 | 3.6 | 2.1 | 1.4 | .2  | 1.43 | 9.1  |
| 2005–06  | DAL    | 62  | 29 | 28.5 | .480 | .211 | .754 | 3.6 | 2.8 | 1.1 | .2  | 1.61 | 10.2 |
| 2006–07  | IND    | 45  | 4  | 17.8 | .459 | .231 | .700 | 1.8 | 1.3 | .6  | .2  | 1.22 | 7.1  |
| 2007–08  | IND    | 74  | 1  | 20.9 | .430 | .265 | .698 | 2.9 | 1.9 | 1.1 | .2  | 1.51 | 8.2  |
| Career   |        | 297 | 66 | 22.1 | .458 | .252 | .732 | 3.0 | 2.1 | 1.0 | .2  | 1.38 | 8.7  |

### NBAプレーオフ
| シーズン | チーム | GP | GS | MPG  | FG%  | 3P%  | FT%  | RPG | APG | SPG | BPG | TO   | PPG  |
| -------- | ------ | -- | -- | ---- | ---- | ---- | ---- | --- | --- | --- | --- | ---- | ---- |
| 2003–04  | DAL    | 5  | 5  | 36.8 | .427 | .143 | .636 | 6.2 | 3.0 | 2.0 | .6  | 3.00 | 15.8 |
| 2004–05  | DAL    | 11 | 0  | 15.0 | .433 | .167 | .704 | 3.1 | 1.3 | .6  | .3  | 1.18 | 6.5  |
| 2005–06  | DAL    | 20 | 0  | 11.1 | .446 | .400 | .762 | 1.1 | 1.3 | .2  | .1  | 0.60 | 3.4  |
| Career   |        | 36 | 5  | 15.9 | .435 | .222 | .700 | 2.4 | 1.5 | .6  | .2  | 1.11 | 6.1  |